# Tlalpan
Tlalpanⓘ – jedna z szesnastu dzielnic Dystryktu Federalnego (miasta Meksyk). Położona w południowo-zachodniej części Dystryktu, największa pod względem powierzchni. Pierwotna ludność wiejska używa nadal języka nahuatl, lecz obecnie stanowi ona mniejszość w związku z ekspansją miasta Meksyk, którego nowe osiedla mieszkalne i przemysłowe zajmują miejsce niegdysiejszych indiańskich wsi i osad.
Część dzielnicy zajmuje pasmo górskie Sierra de Ajusco-Chichinauhtzin. Znajduje się tu Park Narodowy Cumbres del Ajusco.
Inną atrakcją turystyczną Tlalpan jest park rozrywki Six Flags.